# Zalzala Jazeera
Zalzala Koh hoặc Zalzala Jazeera là một hòn đảo nhỏ nằm ở ngoài khơi bờ biển thành phố cảng Gwadar, tỉnh Balochistan, Pakistan đã xuất hiện vào ngày 24 tháng 9 năm 2013 sau một trận động đất.

## Hình thành
Zalzala Koh có thể là một ngọn núi lửa bùn, nằm trong biển Ả Rập ngoài khơi thành phố Gwadar tỉnh Balochistan, Pakistan. Nó trồi lên khỏi mặt nước trong một trận động đất 7,7 độ Richter xảy ra trong tỉnh này vào ngày 24 tháng 9 năm 2013.
Ali Rashid Tabriz, người đứng đầu Viện Hải dương học Quốc gia Pakistan cho biết, bề mặt của hòn đảo đã được tạo ra bởi sự phun trào khí mêtan dưới đáy biển.

## Vị trí
Hòn đảo này có thể nhìn thấy từ bờ biển của Pakistan và cách bờ khoảng 2 kilômét (1,2 mi), với chiều cao từ 15 đến 20 mét (60 đến 70 feet), chiều dài 175,7 m, rộng 160,9 m, và diện tích bề mặt 22.726 m2 (do vệ tinh Pleiades tính). Tuy nhiên, những số liệu này vẫn còn đang tranh cãi.